# Wessel Freytag von Loringhoven
Pour les articles homonymes, voir Freytag-Loringhoven.
Le baron Wessel Freytag von Loringhoven, né le 10 novembre 1899 à Groß-Born en gouvernement de Courlande, aujourd'hui Lielborne (lv) en Lettonie, et mort le 26 juillet 1944 à Mauerwald en province de Prusse-Orientale, est un colonel d'état-major de la Wehrmacht.
Il fut membre de la Résistance militaire contre Adolf Hitler, et se lia d'amitié, en 1937, avec Claus von Stauffenberg, qui commit l'attentat du 20 juillet 1944 contre Adolf Hitler.
C'est Wessel Freytag von Loringhoven qui fournit le détonateur et la charge explosive utilisés dans cet attentat, après les avoir préalablement subtilisés dans les dépôts de l'Abwehr. Il se suicida alors qu'il était détenu et torturé par la Gestapo.
Il compte parmi ses cousins Bernd Freytag von Loringhoven.